# Muaro Langeh
Muaro Langeh is een bestuurslaag in het regentschap Merangin van de provincie Jambi, Indonesië. Muaro Langeh telt 447 inwoners (volkstelling 2010).